# Too Daze Gone
Too Daze Gone è un album raccolta degli Swedish Erotica, pubblicato nel 2005 per l'etichetta discografica MTM Music.
Il disco raccoglie essenzialmente le tracce che avrebbero dovuto comporre il secondo album con il cantante Mats Levén, ma che vennero accantonate a causa della sua dipartita. In aggiunta presenta delle tracce bonus di cui alcune demo. Si tratta di alcuni brani tratti da vecchie demo e registrati agli inizi della carriera (anche prima di firmare il contratto con la major) del gruppo, con formazioni diverse. Tre di queste canzoni erano sulla demo che consentì loro di firmare con la Virgin Records.

## Tracce
1. Down 2 Bizniz – 3:49
2. Skin On Skin – 4:11
3. Fire With Fire – 5:15
4. Too Daze Gone – 4:57
5. Muscle In Motion – 3:36
6. Show A Little Lace – 3:38
7. Blue Movies – 3:52
8. Terri – 4:31

### Tracce bonus
- 9. Break The Walls [1987 demo] 4:37
- 10. Roll Away The Stone [1987 demo] 3:35
- 11. Can You Stand the Heat [1987 demo] 4:09
- 12. Terri [1988 demo] 5:26
- 13. Goodbye to Romance [1986 demo] 4:14
- 14. Open Arms [1986 demo] 4:24
- 15. Love on the Line [1986 demo] 4:23
- 16. Loaded Gun [demo] 3:38

## Formazione
- Mats Levén - voce
- Magnus Axx - chitarra
- Morgan Le Fay - chitarra
- B.C. Strike - basso
- Johnny D'Fox - batteria